# Американска футболна лига
Американска футболна лига (на английски: American Football League), съкратено АФЛ (AFL), е професионална лига по американски футбол в САЩ, съществувала в периода 1960 – 1969 г.
Тя представлява първата реална конкуренция на Националната футболна лига. По предложение на НФЛ 2-те лиги се обединяват през 1970 г. Всичките 10 отбора от АФЛ се присъединяват към по-старата лига, формирайки Американската футболна конференция.

## Отбори
| Дивизия | Отбор                             | Първи сезон | Победи-Загуби-Равни | Титли |
| ------- | --------------------------------- | ----------- | ------------------- | ----- |
| Източна | Бостън Пейтриътс                  | 1960        | 64-69-9             | 0     |
| Източна | Бъфало Билс                       | 1960        | 67-71-6             | 2     |
| Източна | Хюстън Ойлърс                     | 1960        | 72-69-4             | 2     |
| Източна | Маями Долфинс                     | 1966        | 15-39-2             | 0     |
| Източна | Титаните от Ню Йорк/Ню Йорк Джетс | 1960        | 71-67-6             | 1     |
| Западна | Синсинати Бенгалс                 | 1968        | 7-20-1              | 0     |
| Западна | Далас Тексънс/Канзас сити Чийфс   | 1960        | 92-50-5             | 3     |
| Западна | Денвър Бронкос                    | 1960        | 39-97-4             | 0     |
| Западна | Лос Анджелис/Сан Диего Чарджърс   | 1960        | 88-51-6             | 1     |
| Западна | Оуклънд Рейдърс                   | 1960        | 80-61-5             | 1     |

В днешни дни 2 от дивизиите в НФЛ са изцяло съставени от АФЛ отбори – Денвър Бронкос, Сан Диего Чарджърс, Канзас сити Чийфс и Оуклънд Рейдърс са в АФК Запад, а Бъфало Билс, Маями Долфинс, Ню Йорк Джетс и Ню Инглънд Пейтриътс са в АФК Изток. Тенеси Тайтънс се състезават в АФК Юг, а Синсинати Бенгалс – в АФК Север

## Шампиони на АФЛ
| Източна дивизия | Западна дивизия |

| Сезон | Дата             | Победител             | Резултат    | Губещ                 | Стадион                                                    | Посещаемост |
| ----- | ---------------- | --------------------- | ----------- | --------------------- | ---------------------------------------------------------- | ----------- |
| 1960  | 1 януари 1961    | Хюстън Ойлърс         | 24–16       | Лос Анджелис Чарджърс | Джепесън Стейдиъм, Хюстън, Тексас                          | 32 183      |
| 1961  | 24 декември 1961 | Хюстън Ойлърс (2)     | 10–3        | Сан Диего Чарджърс    | Балбоа Стейдиъм, Сан Диего, Калифорния                     | 29 556      |
| 1962  | 23 декември 1962 | Далас Тексънс         | 20–17 (2OT) | Хюстън Ойлърс         | Джепесън Стейдиъм, Хюстън, Тексас (2)                      | 37 981      |
| 1963  | 5 януари 1964    | Сан Диего Чарджърс    | 51–10       | Бостън Пейтриътс      | Балбоа Стейдиъм, Сан Диего, Калифорния (2)                 | 30 127      |
| 1964  | 26 декември 1964 | Бъфало Билс           | 20–7        | Сан Диего Чарджърс    | Уор Мемориал Стейдиъм, Бъфало, Ню Йорк                     | 40 242      |
| 1965  | 26 декември 1965 | Бъфало Билс (2)       | 23–0        | Сан Диего Чарджърс    | Балбоа Стейдиъм, Сан Диего, Калифорния(3)                  | 30 361      |
| 1966  | 1 януари 1967    | Канзас сити Чийфс (2) | 31–7        | Бъфало Билс           | Уор Мемориал Стейдиъм, Бъфало, Ню Йорк (2)                 | 42 080      |
| 1967  | 31 декември 1967 | Оуклънд Рейдърс       | 40–7        | Хюстън Ойлърс         | Оукланд - Аламида Каунти Колизеум, Оукланд, Калифорния     | 53 330      |
| 1968  | 29 декември 1968 | Ню Йорк Джетс         | 27–23       | Оуклънд Рейдърс       | Шей Стейдиъм, Куинс, Ню Йорк                               | 62 627      |
| 1969  | 4 януари 1970    | Канзас сити Чийфс (3) | 17–7        | Оуклънд Рейдърс       | Оукланд – Аламида Каунти Колизеум, Оукланд, Калифорния (2) | 53 561      |

Отборите в курсив участват в Супербоул, а подчертаните отбори са победители в него.